# Saint-Elzéar, Gaspésie–Îles-de-la-Madeleine
Saint-Elzéar är en kommun i provinsen Québec i Kanada. Den ligger i regionen Gaspésie–Îles-de-la-Madeleine, i den östra delen av landet, 800 km öster om huvudstaden Ottawa.